# Copa Simón Bolívar 2016-17 (Bolivia)
La Copa Simón Bolívar 2016-17 fue la 28.ª edición del torneo, se realizó entre el 28 de octubre de 2016 y el 4 de junio de 2017.
El campeón del torneo fue Aurora que ascendió a la Primera División de Bolivia para la Temporada 2018.

## Formato
Participaron los clubes campeones de las 9 asociaciones departamentales, el campeón del Torneo Nacional Interprovincial 2016, el equipo relegado de Primera División la temporada anterior y los 3 primeros lugares de la Copa Bolivia 2016.
En esta temporada se disputaron 2 cuadrangulares, donde los 4 equipos mejores ubicados de esta ronda se enfrentaron en semifinal y final con partidos de ida y vuelta.
Como dato a destacar y sin ser oficial, se invitaron a los equipos de Aurora y Ciclón, pese a existir una demanda del primer club mencionado contra Always Ready cuando ambos participaron de la clasificación en la Copa Bolivia 2016, además de existir disconformidad con los clubes participantes del bloque oriental (Grupo A). En tanto, el club Ciclón fue finalmente aceptado por la condición de equipo relegado de la LFPB en la pasada temporada (2015-16).

### Datos de los equipos
| Equipo | Equipo                 | Condición                               | Localidad   | Estadio                                         | Capacidad    |
| ------ | ---------------------- | --------------------------------------- | ----------- | ----------------------------------------------- | ------------ |
|        | Always Ready           | Subcampeón de la Copa Bolivia 2016      | La Paz      | Hernando Siles                                  | 42.000       |
|        | Atlético Bermejo       | Campeón de la ATF 2015-16               | Bermejo     | Fabián Tintilay                                 | 5.000        |
|        | Aurora                 | Tercer lugar de la Copa Bolivia 2016    | Cochabamba  | Félix Capriles                                  | 32.000       |
|        | Ciclón                 | Relegado de la LFPB 2015-16             | Tarija      | IV Centenario                                   | 20.000       |
|        | Deportivo Escara       | Campeón de la AFO 2015-16               | Oruro       | Jesús Bermúdez                                  | 32.000       |
|        | Destroyers             | Campeón de la Copa Bolivia 2016         | Santa Cruz  | Ramón Tahuichi Aguilera                         | 38.500       |
|        | Fancesa                | Campeón de la ACHF 2015-16              | Sucre       | Olímpico Patria                                 | 30.000       |
|        | Miraflores             | Campeón de la APF 2015-16               | Cobija      | Universidad Amazónica                           | 3.000        |
|        | Quebracho              | Campeón del Torneo Interprovincial 2016 | Villamontes | Defensores de Villamontes Complejo Bilbao Rioja | 5.000 2.000  |
|        | Ramiro Castillo        | Campeón de la AFLP 2015-16              | El Alto     | Rafael Mendoza Castellón                        | 14.000       |
|        | Real América           | Campeón ACF 2015-16                     | Warnes      | Samuel Vaca                                     | 6.000        |
|        | Rosario Central        | Campeón AFP 2015-16                     | Potosí      | Víctor Agustín Ugarte                           | 28.000       |
|        | Tiquipaya              | Campeón AFC 2015-16                     | Tiquipaya   | Sebastián Ramírez                               | 5.000        |
|        | Universitario del Beni | Campeón ABF 2015-16                     | Trinidad    | Gran Mamoré Yoyo Zambrano                       | 15.000 3.000 |

### Cupos por departamento
| Departamento | Cantidad | Equipo                 |
| ------------ | -------- | ---------------------- |
| Tarija       | 3        | Atlético Bermejo       |
| Tarija       | 3        | Ciclón                 |
| Tarija       | 3        | Quebracho              |
| Cochabamba   | 2        | Aurora                 |
| Cochabamba   | 2        | Tiquipaya              |
| La Paz       | 2        | Always Ready           |
| La Paz       | 2        | Ramiro Castillo        |
| Santa Cruz   | 2        | Destroyers             |
| Santa Cruz   | 2        | Real América           |
| Beni         | 1        | Universitario del Beni |
| Chuquisaca   | 1        | Fancesa                |
| Oruro        | 1        | Deportivo Escara       |
| Pando        | 1        | Miraflores             |
| Potosí       | 1        | Rosario Central        |

## Fase de grupos
En esta fase se dividieron a los 14 clubes participantes en 3 grupos: A, B y C.
Los 9 campeones departamentales fueron distribuidos de forma regionalizada en los 3 grupos y los 5 clubes restantes fueron ubicados mediante sorteo en las 3 diferentes series priorizando que queden lo más cerca posible las sedes de sus series.
El Grupo A estuvo compuesto por los campeones departamentales de Santa Cruz, Beni y Pando. El B por los campeones departamentales de Cochabamba, La Paz y Oruro. El C por los campeones departamentales de Tarija, Chuquisaca y Potosí.

### Grupo A
| Pos | Equipo                 | Pts | PJ | G | E | P | GF | GC | Dif |
| --- | ---------------------- | --- | -- | - | - | - | -- | -- | --- |
| 1º  | Destroyers             | 14  | 6  | 4 | 2 | 0 | 12 | 6  | 6   |
| 2º  | Real América           | 13  | 6  | 4 | 1 | 1 | 12 | 5  | 7   |
| 3º  | Universitario del Beni | 7   | 6  | 2 | 1 | 3 | 9  | 10 | -3  |
| 4º  | Miraflores             | 0   | 6  | 0 | 0 | 6 | 6  | 18 | -12 |

Pts = Puntos; PJ = Partidos Jugados; G = Partidos Ganados; E = Partidos Empatados; P = Partidos Perdidos; GF = Goles Anotados; GC = Goles Recibidos; Dif = Diferencia de gol
|  | Clasificados al Cuadrangular. |

#### Fixture
| Destroyers | 1 - 0 | Universitario del Beni | Ramón Tahuichi Aguilera | 29 de octubre | 16:00 |
| Miraflores | 1 - 2 | Real América           | Complejo UAP            | 29 de octubre | 16:00 |

| Miraflores             | 2 - 3 | Destroyers   | Complejo UAP | 5 de noviembre | 16:00 |
| Universitario del Beni | 0 - 4 | Real América | Gran Mamoré  | 5 de noviembre | 16:00 |

| Destroyers             | 0 - 0 | Real América | Ramón Tahuichi Aguilera | 12 de noviembre | 16:00 |
| Universitario del Beni | 5 - 2 | Miraflores   | Gran Mamoré             | 13 de noviembre | 16:00 |

| Real América           | 2 - 0 | Miraflores | Edgar Peña  | 16 de noviembre | 20:00 |
| Universitario del Beni | 1 - 1 | Destroyers | Gran Mamoré | 26 de noviembre | 16:00 |

| Destroyers   | 3 - 1 | Miraflores             | Ramón Tahuichi Aguilera | 19 de noviembre | 16:00 |
| Real América | 2 - 0 | Universitario del Beni | Edgar Peña              | 19 de noviembre | 16:00 |

| Real América | 2 - 4     | Destroyers             | Ramón Tahuichi Aguilera | 3 de diciembre | 16:00 |
| Miraflores   | W/O 0 - 3 | Universitario del Beni | Complejo UAP            | Cancelado      |       |

### Grupo B
| Pos | Equipo           | Pts | PJ | G | E | P | GF | GC | Dif |
| --- | ---------------- | --- | -- | - | - | - | -- | -- | --- |
| 1º  | Aurora           | 17  | 8  | 5 | 2 | 1 | 16 | 8  | 8   |
| 2º  | Ramiro Castillo  | 17  | 8  | 5 | 2 | 1 | 13 | 5  | 8   |
| 3º  | Always Ready     | 10  | 8  | 3 | 1 | 4 | 12 | 9  | 3   |
| 4º  | Tiquipaya        | 10  | 8  | 3 | 1 | 4 | 13 | 11 | 2   |
| 5º  | Deportivo Escara | 2   | 8  | 0 | 2 | 6 | 5  | 26 | -21 |

Pts = Puntos; PJ = Partidos Jugados; G = Partidos Ganados; E = Partidos Empatados; P = Partidos Perdidos; GF = Goles Anotados; GC = Goles Recibidos; Dif = Diferencia de gol
|  | Clasificados al Cuadrangular. |

#### Fixture
| Deportivo Escara | 2 - 2 | Aurora       | Jesús Bermúdez    | 5 de noviembre | 16:00 |
| Tiquipaya        | 2 - 1 | Always Ready | Sebastián Ramírez | 5 de noviembre | 16:00 |

| Ramiro Castillo  | 0 - 0 | Always Ready | Rafael Mendoza | 12 de noviembre | 16:00 |
| Deportivo Escara | 2 - 2 | Tiquipaya    | Jesús Bermúdez | 13 de noviembre | 16:00 |

| Always Ready | 4 - 0 | Deportivo Escara | Hernando Siles | 19 de noviembre | 16:00 |
| Aurora       | 2 - 0 | Ramiro Castillo  | Félix Capriles | 19 de noviembre | 16:00 |

| Always Ready | 2 - 1 | Aurora          | Hernando Siles    | 22 de noviembre | 16:00 |
| Tiquipaya    | 0 - 1 | Ramiro Castillo | Sebastián Ramírez | 23 de noviembre | 16:00 |

| Aurora          | 4 - 2 | Tiquipaya        | Félix Capriles | 26 de noviembre | 16:00 |
| Ramiro Castillo | 2 - 0 | Deportivo Escara | Hernando Siles | 27 de noviembre | 16:00 |

| Tiquipaya    | 6 - 0 | Deportivo Escara | Sebastián Ramírez | 3 de diciembre | 16:00 |
| Always Ready | 1 - 3 | Ramiro Castillo  | Hernando Siles    | 4 de diciembre | 16:00 |

| Deportivo Escara | 0 - 3 | Always Ready | Jesús Bermúdez | 7 de diciembre | 16:00 |
| Ramiro Castillo  | 1 - 1 | Aurora       | Hernando Siles | 8 de diciembre | 16:00 |

| Always Ready | 0 - 1 | Tiquipaya        | Hernando Siles | 10 de diciembre | 16:00 |
| Aurora       | 2 - 0 | Deportivo Escara | Jaime Cavero   | 11 de diciembre | 16:00 |

| Tiquipaya        | 0 - 2 | Aurora          | Sebastián Ramírez | 14 de diciembre | 16:00 |
| Deportivo Escara | 1 - 5 | Ramiro Castillo | Jesús Bermúdez    | 15 de diciembre | 16:00 |

| Aurora          | 2 - 1 | Always Ready | Félix Capriles       | 18 de diciembre | 16:00 |
| Ramiro Castillo | 1 - 0 | Tiquipaya    | Complejo de Calacoto | 18 de diciembre | 16:00 |

### Grupo C
| Pos | Equipo           | Pts | PJ | G | E | P | GF | GC | Dif |
| --- | ---------------- | --- | -- | - | - | - | -- | -- | --- |
| 1º  | Atlético Bermejo | 16  | 8  | 5 | 1 | 2 | 10 | 8  | 2   |
| 2º  | Ciclón           | 14  | 8  | 4 | 2 | 2 | 15 | 11 | 4   |
| 3º  | Fancesa          | 13  | 8  | 4 | 1 | 3 | 17 | 8  | 9   |
| 4º  | Quebracho        | 10  | 8  | 3 | 1 | 4 | 21 | 12 | 9   |
| 5º  | Rosario Central  | 4   | 8  | 1 | 1 | 6 | 9  | 33 | -24 |

Pts = Puntos; PJ = Partidos Jugados; G = Partidos Ganados; E = Partidos Empatados; P = Partidos Perdidos; GF = Goles Anotados; GC = Goles Recibidos; Dif = Diferencia de gol
|  | Clasificados al Cuadrangular. |

#### Fixture
| Quebracho       | 2 - 1 | Fancesa          | Complejo Bernardino Bilbao | 29 de octubre | 16:00 |
| Rosario Central | 0 - 2 | Atlético Bermejo | Víctor Agustín Ugarte      | 29 de octubre | 16:00 |

| Fancesa          | 1 - 1 | Rosario Central | Olímpico Patria | 5 de noviembre | 16:00 |
| Atlético Bermejo | 0 - 0 | Ciclón          | Fabián Tintilay | 6 de noviembre | 16:00 |

| Atlético Bermejo | 2 - 0 | Quebracho       | Fabián Tintilay | 13 de noviembre | 16:00 |
| Ciclón           | 3 - 1 | Rosario Central | IV Centenario   | 13 de noviembre | 16:00 |

| Quebracho | 1 - 1 | Ciclón           | Defensores de Villamontes | 16 de noviembre | 16:00 |
| Fancesa   | 1 - 2 | Atlético Bermejo | Olímpico Patria           | 18 de noviembre | 16:00 |

| Ciclón          | 1 - 4 | Fancesa   | IV Centenario         | 23 de noviembre | 16:00 |
| Rosario Central | 3 - 2 | Quebracho | Víctor Agustín Ugarte | 23 de noviembre | 16:00 |

| Fancesa          | 2 - 0 | Quebracho       | Olímpico Patria | 26 de noviembre | 16:00 |
| Atlético Bermejo | 3 - 2 | Rosario Central | Fabián Tintilay | 27 de noviembre | 16:00 |

| Rosario Central | 2 - 3 | Ciclón           | Víctor Agustín Ugarte     | 3 de diciembre | 16:00 |
| Quebracho       | 2 - 0 | Atlético Bermejo | Defensores de Villamontes | 3 de diciembre | 16:00 |

| Atlético Bermejo | 1 - 0 | Fancesa   | Fabián Tintilay | 7 de diciembre | 16:00 |
| Ciclón           | 3 - 1 | Quebracho | IV Centenario   | 7 de diciembre | 16:00 |

| Rosario Central | 0 - 6 | Fancesa          | Víctor Agustín Ugarte | 10 de diciembre | 16:00 |
| Ciclón          | 3 - 0 | Atlético Bermejo | IV Centenario         | 11 de diciembre | 16:00 |

| Quebracho | 13 - 0 | Rosario Central | Defensores de Villamontes | 18 de diciembre | 16:00 |
| Fancesa   | 2 - 1  | Ciclón          | Olímpico Patria           | 18 de diciembre | 16:00 |

## Cuadrangulares
A esta fase clasificaron los 2 mejores ubicados del grupo A junto a los 3 mejores del grupo B y C, los cuales se emparejaron en los cuadrangulares A y B mediante sorteo. Los 2 mejores ubicados de cada grupo accedieron a las semifinales, donde disputaron partidos de ida y vuelta (1.er Cuadrangular A - 2.º cuadrangular B) y (1.er Cuadrangular B - 2.º cuadrangular A), los ganadores disputaron la Final (ida y vuelta) y el ganador Ascendió, mientras que el subcampeón disputará la serie ascenso-descenso indirecto contra el último de la tabla acumulada de la Temporada 2016-17.

### Cuadrangular A
| Pos | Equipo                 | Pts | PJ | G | E | P | GF | GC | Dif |
| --- | ---------------------- | --- | -- | - | - | - | -- | -- | --- |
| 1º  | Destroyers             | 18  | 8  | 5 | 3 | 0 | 15 | 5  | 10  |
| 2º  | Ramiro Castillo        | 13  | 8  | 3 | 4 | 1 | 13 | 9  | 4   |
| 3º  | Universitario del Beni | 12  | 8  | 4 | 0 | 4 | 15 | 13 | 2   |
| 4º  | Always Ready           | 8   | 8  | 2 | 2 | 4 | 6  | 14 | -8  |
| 5º  | Atlético Bermejo       | 4   | 8  | 1 | 1 | 6 | 7  | 15 | -8  |

Pts = Puntos; PJ = Partidos Jugados; G = Partidos Ganados; E = Partidos Empatados; P = Partidos Perdidos; GF = Goles Anotados; GC = Goles Recibidos; Dif = Diferencia de gol

#### Evolución de los equipos
| Equipo / Fecha         | 01 | 02 | 03 | 04 | 05 | 06 | 07 | 08 | 09 | 10 |
| ---------------------- | -- | -- | -- | -- | -- | -- | -- | -- | -- | -- |
| Always Ready           | 3  | 3  | 3  | 2  | 2  | 4  | 4  | 4  | 4  | 4  |
| Atlético Bermejo       | 4  | 5  | 5  | 5  | 5  | 5  | 5  | 5  | 5  | 5  |
| Destroyers             | 2  | 1  | 1  | 1  | 1  | 1  | 1  | 1  | 1  | 1  |
| Ramiro Castillo        | 1  | 2  | 2  | 3  | 3  | 2  | 2  | 2  | 2  | 2  |
| Universitario del Beni | 5  | 4  | 4  | 4  | 4  | 3  | 3  | 3  | 3  | 3  |

#### Fixture
| Destroyers             | 2 - 1 | Atlético Bermejo | Juan Carlos Durán | 4 de marzo | 16:00 |
| Universitario del Beni | 2 - 3 | Ramiro Castillo  | Gran Mamoré       | 5 de marzo | 16:00 |

| Ramiro Castillo  | 0 - 0 | Always Ready           | Hernando Siles  | 11 de marzo | 16:00 |
| Atlético Bermejo | 0 - 1 | Universitario del Beni | Fabián Tintilay | 12 de marzo | 16:00 |

| Always Ready           | 2 - 1 | Atlético Bermejo | Hernando Siles | 18 de marzo | 16:00 |
| Universitario del Beni | 1 - 3 | Destroyers       | Gran Mamoré    | 19 de marzo | 16:00 |

| Destroyers       | 4 - 0 | Always Ready    | Ramón Tahuichi Aguilera | 25 de marzo | 16:00 |
| Atlético Bermejo | 1 - 1 | Ramiro Castillo | Fabián Tintilay         | 26 de marzo | 16:00 |

| Always Ready    | 3 - 2 | Universitario del Beni | Hernando Siles | 31 de marzo | 16:00 |
| Ramiro Castillo | 1 - 1 | Destroyers             | Hernando Siles | 2 de abril  | 16:00 |

| Ramiro Castillo  | 1 - 2 | Universitario del Beni | Hernando Siles  | 8 de abril | 16:00 |
| Atlético Bermejo | 0 - 2 | Destroyers             | Fabián Tintilay | 9 de abril | 16:00 |

| Universitario del Beni | 3 - 1 | Atlético Bermejo | Gran Mamoré    | 16 de abril | 16:00 |
| Always Ready           | 0 - 1 | Ramiro Castillo  | Hernando Siles | 16 de abril | 16:00 |

| Destroyers       | 1 - 0 | Universitario del Beni | Ramón Tahuichi Aguilera | 22 de abril | 16:00 |
| Atlético Bermejo | 2 - 0 | Always Ready           | Fabián Tintilay         | 23 de abril | 16:00 |

| Always Ready    | 0 - 0 | Destroyers       | Complejo Calacoto | 28 de abril | 16:00 |
| Ramiro Castillo | 4 - 1 | Atlético Bermejo | Hernando Siles    | 29 de abril | 16:00 |

| Destroyers             | 2 - 2 | Ramiro Castillo | Ramón Tahuichi Aguilera | 6 de mayo | 16:00 |
| Universitario del Beni | 4 - 1 | Always Ready    | Gran Mamoré             | 6 de mayo | 16:00 |

### Cuadrangular B
| Pos | Equipo       | Pts | PJ | G | E | P | GF | GC | Dif |
| --- | ------------ | --- | -- | - | - | - | -- | -- | --- |
| 1º  | Aurora       | 14  | 6  | 4 | 2 | 0 | 5  | 1  | 4   |
| 2º  | Real América | 10  | 6  | 3 | 1 | 2 | 11 | 8  | 3   |
| 3º  | Fancesa      | 7   | 6  | 2 | 1 | 3 | 9  | 9  | 0   |
| 4º  | Ciclón       | 2   | 6  | 0 | 2 | 4 | 6  | 13 | -7  |

Pts = Puntos; PJ = Partidos Jugados; G = Partidos Ganados; E = Partidos Empatados; P = Partidos Perdidos; GF = Goles Anotados; GC = Goles Recibidos; Dif = Diferencia de gol

#### Evolución de los equipos
| Equipo / Fecha | 01 | 02 | 03 | 04 | 05 | 06 |
| -------------- | -- | -- | -- | -- | -- | -- |
| Aurora         | 1  | 1  | 1  | 1  | 1  | 1  |
| Ciclón         | 2  | 3  | 4  | 4  | 4  | 4  |
| Fancesa        | 2  | 4  | 2  | 3  | 2  | 3  |
| Real América   | 4  | 2  | 3  | 2  | 2  | 2  |

#### Fixture
| Ciclón | 1 - 1 | Fancesa      | IV Centenario  | 5 de marzo | 16:00 |
| Aurora | 1 - 0 | Real América | Félix Capriles | 5 de marzo | 16:00 |

| Fancesa      | 0 - 1 | Aurora | Olímpico Patria         | 18 de marzo | 16:00 |
| Real América | 2 - 1 | Ciclón | Ramón Tahuichi Aguilera | 18 de marzo | 16:00 |

| Fancesa | 3 - 2 | Real América | Olímpico Patria | 1 de abril | 16:00 |
| Ciclón  | 0 - 0 | Aurora       | IV Centenario   | 2 de abril | 16:00 |

| Real América | 3 - 1 | Fancesa | Ramón Tahuichi Aguilera | 15 de abril | 16:00 |
| Aurora       | 2 - 1 | Ciclón  | Félix Capriles          | 16 de abril | 16:00 |

| Fancesa      | 4 - 1 | Ciclón | Olímpico Patria         | 29 de abril | 16:00 |
| Real América | 0 - 0 | Aurora | Ramón Tahuichi Aguilera | 29 de abril | 16:00 |

| Aurora | 1 - 0 | Fancesa      | Félix Capriles | 6 de mayo | 16:00 |
| Ciclón | 2 - 4 | Real América | IV Centenario  | 6 de mayo | 16:00 |

## Fase final
|  | Semifinales     | Semifinales | Semifinales |   |            | Final | Final | Final |  |
|  |                 |             |             |   |            |       |       |       |  |
|  |                 |             |             |   |            |       |       |       |  |
|  | Destroyers      | 1           | 0           |   |            |       |       |       |  |
|  | Destroyers      | 1           | 0           |   |            |       |       |       |  |
|  | Real América    | 0           | 0           |   |            |       |       |       |  |
|  | Real América    | 0           | 0           |   | Destroyers | 2     | 0     |       |  |
|  |                 |             |             |   | Destroyers | 2     | 0     |       |  |
|  |                 |             | Aurora      | 2 | 1          |       |       |       |  |
|  | Ramiro Castillo | 0           | Aurora      | 2 | 1          | 1     |       |       |  |
|  | Ramiro Castillo | 0           |             |   |            | 1     |       |       |  |
|  | Aurora          | 1           | 3           |   |            |       |       |       |  |
|  | Aurora          | 1           | 3           |   |            |       |       |       |  |
|  |                 |             |             |   |            |       |       |       |  |

(L): En cada llave, el equipo ubicado en la primera línea ejerció la localía en el partido de ida.

### Semifinales

#### Destroyers - Real América
| 13 de mayo de 2017, 15:30 (UTC-4) | Destroyers        | 1:0 (0:0) | Real América | Estadio Ramón Tahuichi Aguilera, Santa Cruz de la Sierra |  |
|                                   | Carlos Duarte 62' | Reporte   |              |                                                          |  |

| 21 de mayo de 2017, 15:00 (UTC-4) | Real América | 0:0     | Destroyers | Estadio Ramón Tahuichi Aguilera, Santa Cruz de la Sierra |  |
|                                   |              | Reporte |            |                                                          |  |

#### Aurora - Ramiro Castillo
| 12 de mayo de 2017, 15:30 (UTC-4) | Ramiro Castillo | 0:1 (0:0) | Aurora            | Estadio Hernando Siles, La Paz |  |
|                                   |                 | Reporte   | 60' Matías Vicedo |                                |  |

| 21 de mayo de 2017, 15:00 (UTC-4) | Aurora                                                         | 3:1 (1:1) | Ramiro Castillo       | Estadio Félix Capriles, Cochabamba |  |
|                                   | Brayan Araníbar 41' · Matías Vicedo 69' · Charles da Silva 75' | Reporte   | 5' Uellington Martins |                                    |  |

### Final

#### Destroyers - Aurora
| 27 de mayo de 2017, 15:30 (UTC-4) | Destroyers                        | 2:2 (2:0) | Aurora                              | Estadio Ramón Tahuichi Aguilera, Santa Cruz |  |
|                                   | Ángel Cuéllar 20' · Diego Paz 22' | Reporte   | 75' Jorge Mamani · 77' Ariel Jaldín |                                             |  |

| 4 de junio de 2017, 15:00 (UTC-4) | Aurora            | 1:0 (0:0) | Destroyers | Estadio Félix Capriles, Cochabamba |                                |
|                                   | Matías Vicedo 68' | Reporte   |            | Árbitro(s): Alejandro Mansilla     | Árbitro(s): Alejandro Mansilla |

## Campeón
|                   |
| Aurora 2.º título |

## Partidos de ascenso y descenso indirecto
Destroyers como subcampeón de la temporada se enfrentó contra el último equipo de la tabla acumulada de la Primera División (Temporada 2016–17).

### Petrolero vs. Destroyers
| 23 de diciembre de 2017, 15:30 (UTC-4) | Petrolero | 0:3 (0:0) | Destroyers                                     | Estadio Federico Ibarra, Yacuiba |                             |
|                                        |           | Reporte   | 62' 70' Williams Ulloa · 90+5' Ángel Cuéllar · | Árbitro(s): Óscar Maldonado      | Árbitro(s): Óscar Maldonado |

| 27 de diciembre de 2017, 20:00 (UTC-4) | Destroyers        | 1:1 (0:1) | Petrolero        | Estadio Ramón Tahuichi Aguilera, Santa Cruz de la Sierra |                                                         |
|                                        | Ángel Cuéllar 76' | Reporte   | 40' David Robles | Asistencia: 25 000 espectadores Árbitro(s): Luis Irusta  | Asistencia: 25 000 espectadores Árbitro(s): Luis Irusta |

### Clasificación Final
|                                                        |                                                      |
| Petrolero (Descendió al Asociación Tarijeña de Fútbol) | Destroyers (Ascendió a la División Profesional 2018) |

## Goleadores
| Jugador              | Equipo                 | Goles |
| -------------------- | ---------------------- | ----- |
| Matías Vicedo        | Aurora                 | 10    |
| Francescoly Bejarano | Universitario del Beni | 9     |
| José Luis Cáceres    | Atlético Bermejo       | 8     |
| Diego Cabrera        | Ramiro Castillo        | 8     |
| Miguel Cuenca        | Fancesa                | 7     |
| Rodolfo Padilla      | Fancesa                | 7     |
| Freddy Abastoflor    | Always Ready           | 6     |
| Luis Osinaga         | Destroyers             | 6     |
| Diego Paz            | Destroyers             | 6     |
| José "Riki" Cortés   | Real América           | 6     |
| Dimar Ortega         | Always Ready           | 5     |
| Álvaro Espíndola     | Ciclón                 | 5     |
| Luciano Cigno        | Ciclón                 | 5     |
| Antonio Palacios     | Fancesa                | 5     |
| Romário da Lima      | Tiquipaya              | 5     |